# Indica
Indica — финская музыкальная группа, состоящая из пяти участниц, исполняющая песни на финском и английском языках и играющая в стиле поп-рока с элементами готик-рок-музыки. Основана в Хельсинки в 2001 году. В 2003 году привлекла к себе внимание Яни Ялонена (Sony BMG). Дебютный альбом группы, Ikuinen virta, вышел в 2004 году, став платиновым в Финляндии.
В 2007 году Indica участвовала в скандинавском туре Nightwish, исполняя свои песни в переводе на английский язык.
Лидер группы Nightwish Туомас Холопайнен выступил продюсером пятого альбома Indica, A Way Away, в который вошли англоязычные версии песен со всех предыдущих альбомов.

## Состав
- Йонсу (Йоханна Саломаа, Johanna Salomaa) — вокал, скрипка, гитара, клавишные
- Хейни (Heini Säisä) — бас-гитара, бэк-вокал
- Сиркку (Sirkku Karvonen) — клавишные, кларнет, бэк-вокал
- Лаура (Laura Häkkänen) — ударные
- Йенни (Jenny Mandelin; с основания группы до 2014 года) — гитара, бэк-вокал

## Дискография

### Студийные альбомы
- Ikuinen virta («Вечный поток») (2004)
- Tuuliset tienoot («Ветреные пространства») (2005)
- Kadonnut puutarha («Затерянный сад») (2007)
- Valoissa («Среди света») (2008)
- A Way Away («Путь отсюда») (2010)
- Akvaario[англ.]  / Shine[англ.] («Сияние») (2014)

### Сборники
- Pahinta tänään: Kokoelma (2009)

### Синглы
- «Scarlett» (26 марта 2004)
- «Ikuinen virta» (5 августа 2004)
- «Vettä vasten» (23 марта 2005)
- «Ihmisen lento» — Promo (2005)
- «Vuorien taa» + «Nuorallatanssija» (19 октября 2005)
- «Pidä kädestä» — Promo (2005)
- «Niin tuleni teen» — Promo (2005)
- «Linnansa vanki» — Promo (2007)
- «Noita» — Promo (2007)
- «Ulkona» — Promo (2007)
- «Pahinta tänään» — Promo (8 мая 2008), интернет-сингл (12 мая 2008)
- «Valoissa» (август 2008)
- «10 h myöhässä» (14 ноября 2008)
- «Valokeilojen vampyyri» (осень 2009)
- «In Passing» (4 июня 2010)
- «Precious Dark» (август 2010)
- «A Definite Maybe» (6 декабря 2013)

### Видеоклипы
- «Scarlett» (2004)
- «Ikuinen virta» (2005)
- «Vuorien taa» (2006)
- «Pidä kädestä» (2006)
- «Linnansa vanki» (2007)
- «Pahinta tänään» (весна 2008)
- «Valoissa» (осень 2008)
- «10 h myöhässä» (Рождество 2008)
- «Valokeilojen vampyyri» (осень 2009)
- «Straight and Arrow» (зима 2009)
- «In Passing» (март 2010)
- «Islands of Light» (июнь 2010)
- «Precious Dark» (август 2010)
- «Älä kanna pelkoa» (декабрь 2013)